# Echinochloa obtusiflora
Echinochloa obtusiflora là một loài thực vật có hoa trong họ Hòa thảo. Loài này được Stapf mô tả khoa học đầu tiên năm 1920.